# Лирио
Лѝрио (на италиански: Lirio, на местен диалект: Liir, Лиир) е село и община в Северна Италия, провинция Павия, регион Ломбардия. Разположено е на 257 m надморска височина. Населението на общината е 146 души (към 2010 г.).